# Соколова, Наталья Дмитриевна
Ната́лья Дми́триевна Соколо́ва (в девичестве — Куличкова, род. 6 октября 1949, Москва) — советская легкоатлетка, бронзовый призёр Олимпийских игр.

## Спортивная карьера
На Олимпийских играх 1976 в Монреале Наталья Соколова завоевала бронзовую медаль в эстафете 4×400 м вместе с Интой Климовичей, Людмила Аксёнова и Надеждой Ильиной. В личных соревнованиях она заняла 8 место в полуфинальном забеге на 400 метров.
Чемпионка СССР 1973, 1974 годов в эстафете 4×400 метров.